# Kirche Dersekow

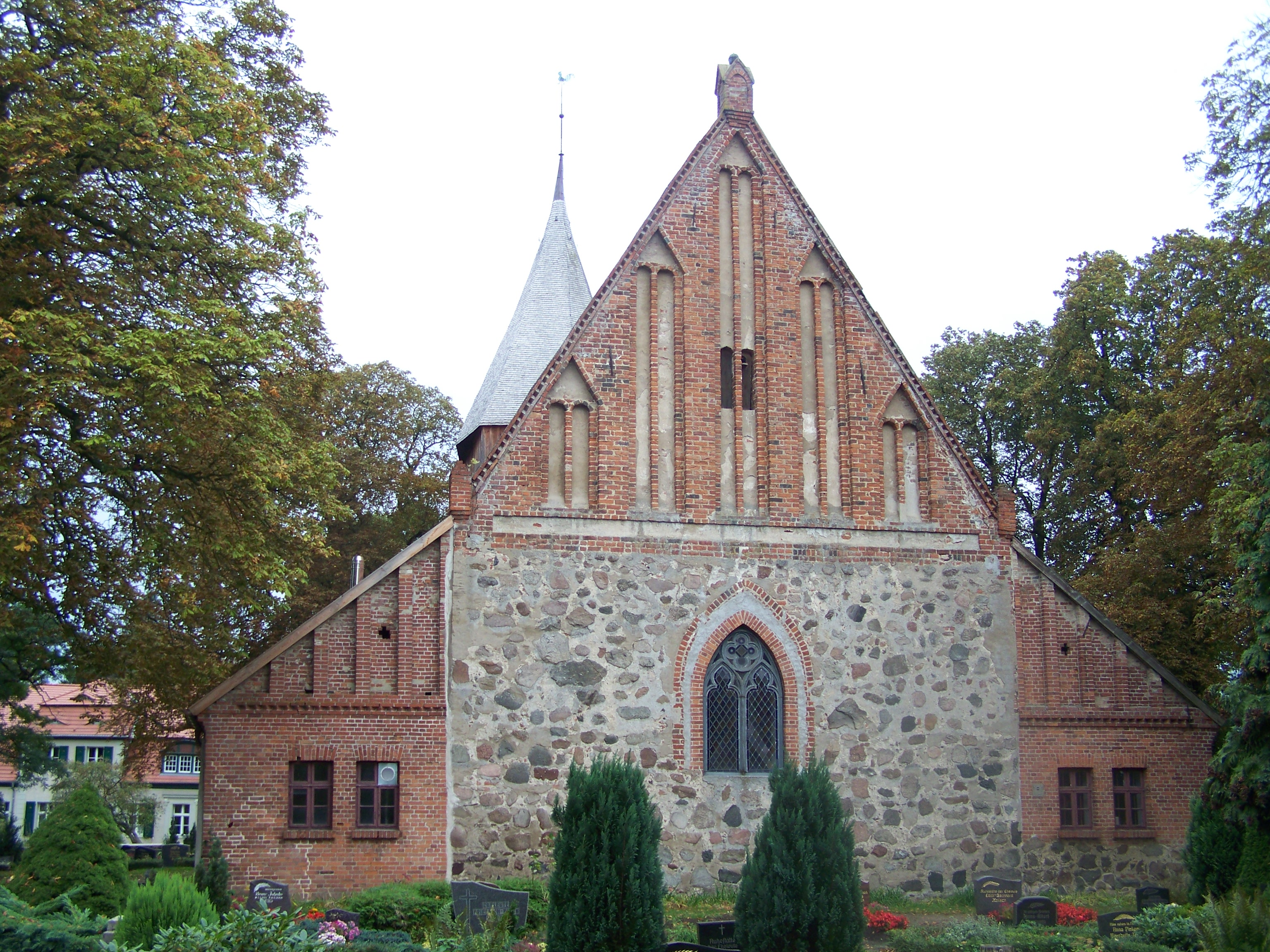
Kirche in Dersekow, Ostgiebel

Die Kirche Dersekow ist ein aus dem 13. Jahrhundert stammendes gotisches Kirchengebäude in Dersekow (Vorpommern).

## Architektur
Der Feldsteinsaal mit seiner Nordsakristei wurde in der zweiten Hälfte des 13. Jahrhunderts errichtet. Um 1860 wurde das Gebäude unter Gustav E. B. Müller aus Greifswald restauriert; von dieser Restaurierung stammen das eiserne Fenstermaßwerk, die Ausstattung, der Choranbau und die Vorhalle im Süden, auch wurde die Sakristei erneuert. Der geböschte Holzturm aus dem 17. Jahrhundert wurde in den Jahren 2003/2004 erneuert.
Am Ostgiebel existieren zweibahnige Putzblenden mit Winkelsturz. 1983 wurden die gestaffelten Ostgiebel beider Choranbauten abgetragen.

## Innenausstattung
Das Kreuzrippengewölbe mit Rankenmalerei stammt aus dem 15. Jahrhundert und wurde 1938 ergänzt. Die Kirche beherbergt eine neugotische Holzausstattung mit Blenden- und Maßwerkschmuck aus der Zeit um 1865. 

### Altar
Der Altar aus der Mitte des 19. Jahrhunderts besteht aus einem holzverkleideten Block. Das Gehege des Altars hat ein durchbrochenes Maßwerk.

### Kanzel
Die hölzerne Kanzel stammt aus dem Jahr 1865 und ist im Unterbau als Spitzbogenarchitektur gestaltet. In die Brüstungsfelder sind Figurenreliefs eingearbeitet, die Gerhard Becker geschaffen hat.

### Taufbecken
Die Kuppa des Taufbeckens ist aus gotländischem Kalkstein in der zweiten Hälfte des 13. Jahrhunderts gefertigt worden, Schaft und Fuß stammen aus dem Jahr 1956. 

### Mehmelorgel
Die Orgel wurde 1861 von Friedrich Albert Mehmel aus Stralsund gefertigt.

### Glockenspiel
Das Geläut besteht aus zwei Glocken. Die ältere wurde 1869 in der Scheunemann-Werkstatt (Demmin) gegossen. Die neuere Glocke ist aus dem Jahr 2003, als der Turm erneuert wurde.

## Persönlichkeiten
Über 30 Jahre, von 1857 bis 1887, war der aus Masuren stammende Janus Lebrecht Patzig (1811–1894) Pastor der Gemeinde Dersekow. Von 1929 bis 1953 war es der Systematiker Erdmann Schott.

## Organisation
Die Kirchgemeinde Dersekow gehört seit 2012 zur Propstei Demmin im Pommerschen Evangelischen Kirchenkreis der Evangelisch-Lutherischen Kirche in Norddeutschland. Vorher gehörte sie zum Kirchenkreis Greifswald der Pommerschen Evangelischen Kirche.